# Koruna (district de Svitavy)
Pour les articles homonymes, voir Koruna.
Koruna (en allemand : Mariakron) est une commune du district de Svitavy, dans la région de Pardubice, en République tchèque. Sa population s'élevait à 157 habitants en 2024.

## Géographie
Koruna se trouve à 11 km au nord-nord-est de Moravská Třebová, à 19 km au sud-ouest de Svitavy, à 53 km au sud-est de Pardubice et à 138 km à l'est-sud-est de Prague.
La commune est limitée par Krasíkov et Tatenice au nord, par Hynčina à l'est, et par Třebařov au sud et à l'ouest.

## Histoire
La première mention écrite du village date du XIIIe siècle.

## Transports
Par la route, Koruna se trouve à 14 km de Lanškroun, à 17 km de Zábřeh, à 36 km de Svitavy, à 95 km de Pardubice et à 210 km de Prague.